# Робърт Асприн
Робърт Лин Асприн (на английски: Robert Lynn Asprin) е американски писател на научна фантастика и фентъзи.

## Биография и творчество
Робърт Асприн е роден на 28 юни 1946 г. в град Сейнт Джонс, щат Мичиган и бива изоставен от своите родители. Израства в университетския град Ан Арбър сред книгохранилища, музеи и други сгради с учебна цел. Учил е в Мичиганския университет и по-късно е работил в счетоводен отдел на компания „Xerox“.
Втората съпруга на Асприн е американската писателка Лин Аби. Заедно с нея той става организатор на серията „Thieves' World“ („Светът на крадците“).

### Цикъл „Arthur War Lord“
- Arthur War Lord
- Far Beyond the Wave

### Цикъл „Time Scout“ (&Линда Евънс)
- Time Scout
- Wager's of Sin
- Ripping Time
- The House That Jack Built

### Цикъл „Myth Adventure“ („Митични приключения“)
- Another Fine Myth (Още един прекрасен мит)
- Myth Conceptions (Митични представи)
- Myth Directions (Митично подвеждане)
- Hit or Myth (Митична бъркотия)
- Myth-ing Persons
- Little Myth Marker
- M.Y.T.H. Inc. Link
- Myth-nomers and Im-pervections
- M.Y.T.H. Inc. in Action
- Sweet Myth-tery of Life
- Myth-ion Improbable
- Something M.Y.T.H. Inc.
- Myth-Alliances (& Jody Lynn Nye)

### Цикъл „Myth Adventure“ („Митични приключения“ – разкази)
- Myth Congeniality
- Myth-Calculations
- Myth-ter Right
- M.Y.T.H. Inc. Instructions

### Цикъл „Duncan and Mallory“ (& Мел Уайт)
- Duncan and Mallory
- The Bar-None Ranch
- The Raiders

### Цикъл „Phule's Company“
- Phule's Company
- Phule's Paradise
- A Phule and His Money (& Peter J. Heck)
- Phule Me Twice (& Peter J. Heck)

### Цикъл „Catwoman“ (&Лин Аби)
- Catwoman
- Catwoman: Tiger Hunt

### Самостоятелни романи
- Cold Cash Warrior (& Bill Fawcett)
- For King and Country (& Dafydd ab Hugh]
- Mirror Friend, Mirror Foe (& George Takei)
- Tambu
- The Bug Wars
- The Cold Cash War